# Siroll!
Siroll! és un grup de death metal català. La seva música està feta de riffs vertiginosos i lletres antisistema cruentes contra «totes aquelles trampes amb què la societat, de mica en mica, et va sotmetent». L'EP de 2019 Pagesos satànics està format per versions dels grups Brujería, Raskapika, Motörhead, Judas Priest i Entombed.

## Discografia
- Predica el mal (autoeditat, 2012)[4][5]
- Aniquilació (autoeditat, EP, 2013)
- Més llenya! (Blood Fire Death, 2015)
- Doble o res (autoeditat, 2018)[6]
- Pagesos satànics (Rat Produccions/Grans Records, EP, 2019)
- Directe del camp (Cases de la Música, 2023, directe)[7]
- Al gra! (Blood Fire Death, 2024)[8]